# Catedral de la Asunción de la Virgen (Strumica)
La catedral de la Asunción de la Virgen o más formalmente catedral de la Asunción de la Santísima Virgen María (en macedonio: Католичката црква Успение на Пресвета Богородица) es una iglesia católica bizantina en Strumica, Macedonia del Norte, que sirve como la catedral de la eparquía de la Asunción de la Santísima Virgen María en Strumica-Skopie de la Iglesia greco-católica macedonia que está en total comunión con el papa de Roma.
La iglesia fue construida en 1925 para las necesidades de los habitantes locales después de la segunda guerra de los Balcanes en 1913 en Strumica, y a continuación, en Bulgaria, los uniatas búlgaros y los refugiados griegos. El líder del proyecto fue el padre Atanasio Ivanov. En 1924 los católicos macedonios pasaron a estar bajo la jurisdicción de la eparquía de Križevci y en julio de 1925 el obispo Dionizie Nyaradi bendijo la nueva iglesia. La iglesia fue terminada en 1931 y consagrada de nuevo por monseñor Nyaradi.

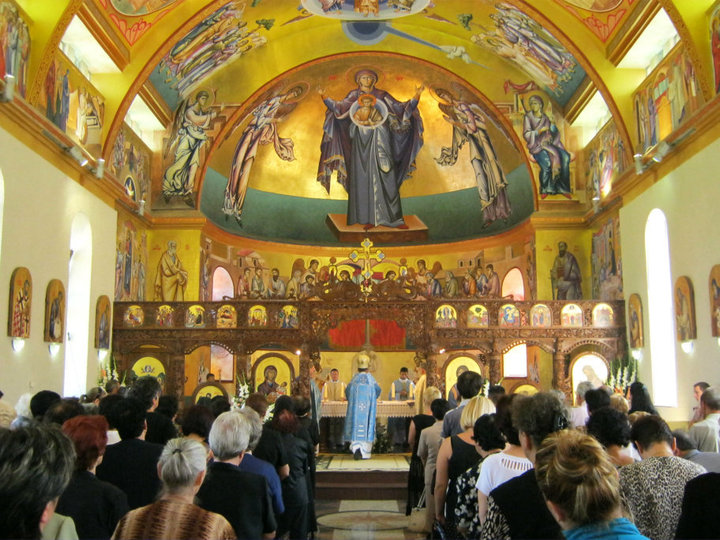
Vista interna